# Bugatti Type 13
Pour les articles homonymes, voir Bugatti (homonymie), 13 (homonymie) et Brescia.
 (avril 2023).
Si vous disposez d'ouvrages ou d'articles de référence ou si vous connaissez des sites web de qualité traitant du thème abordé ici, merci de compléter l'article en donnant les références utiles à sa vérifiabilité et en les liant à la section « Notes et références ».
La Bugatti Type 13 est la première voiture de sport emblématique de série du constructeur automobile Bugatti, conçue par Ettore Bugatti, présentée au salon de l'automobile de Paris 1910, victorieuse de nombreuses compétitions, et fabriquée avec ses variantes à environ 2000 exemplaires jusqu'en 1926,.

## Historique
Après avoir collaboré avec divers constructeurs pionniers de l'automobile, Ettore Bugatti conçoit chez lui son premier prototype de voiture de sport Bugatti Type 10, avec carrosserie ultra légère en alliage d'aluminium, et moteur monobloc (en) à arbre à cames en tête de 4 cylindres en ligne Bugatti (très avancé pour l'époque) de 2 soupapes par cylindre, de 1,2 L pour 12 ch et 88 km/h de vitesse de pointe. 
Il la baptise « petit pur-sang » (qu'il associe à sa marque, en rapport à sa passion pour les pur-sang de sport hippique) puis fonde sa marque Bugatti et son usine Bugatti de Molsheim en 1909 (l'année de naissance de son fils Jean Bugatti) pour industrialiser ses premières séries de voitures de sport, déclinées de ce premier prototype.

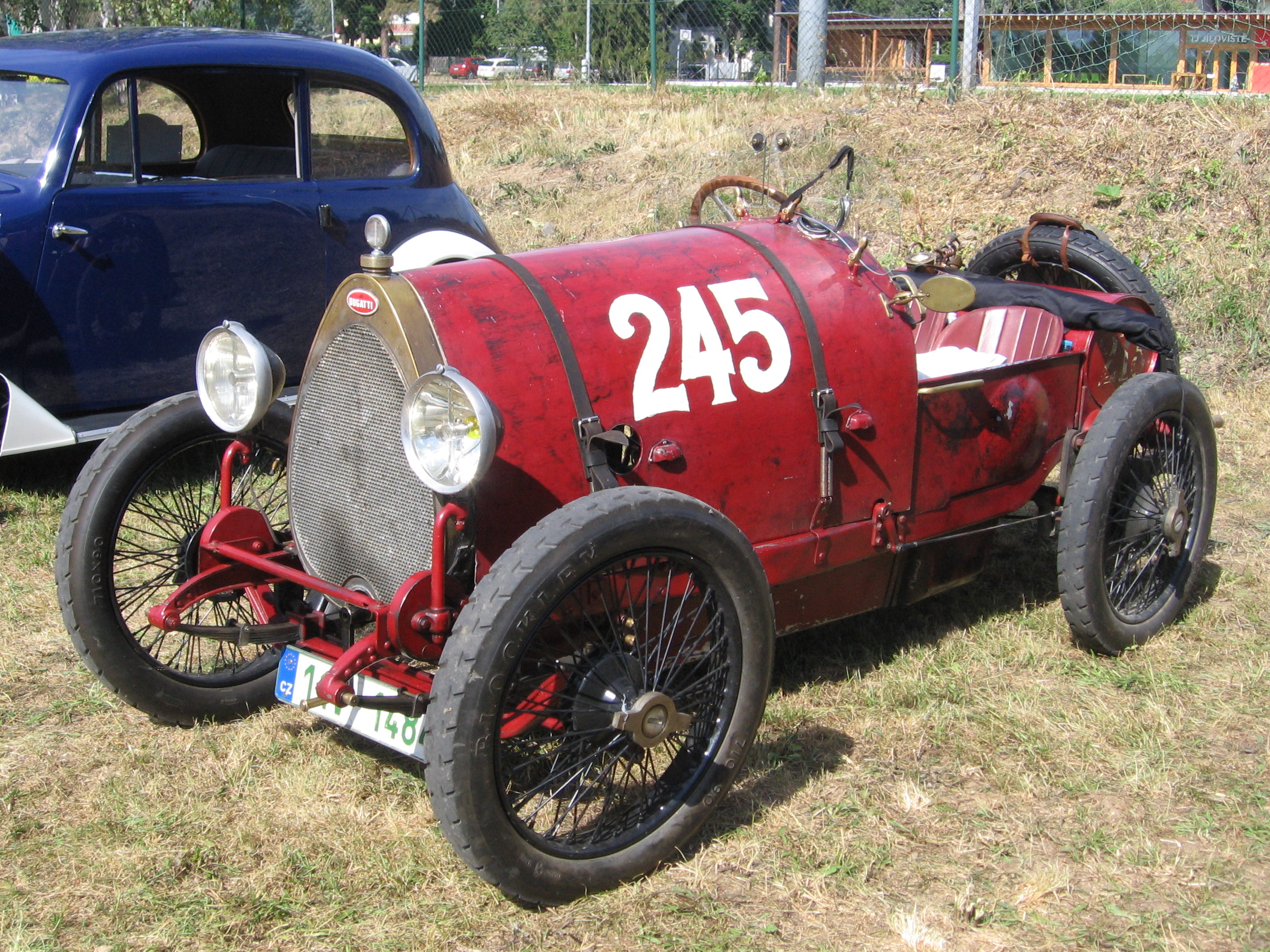
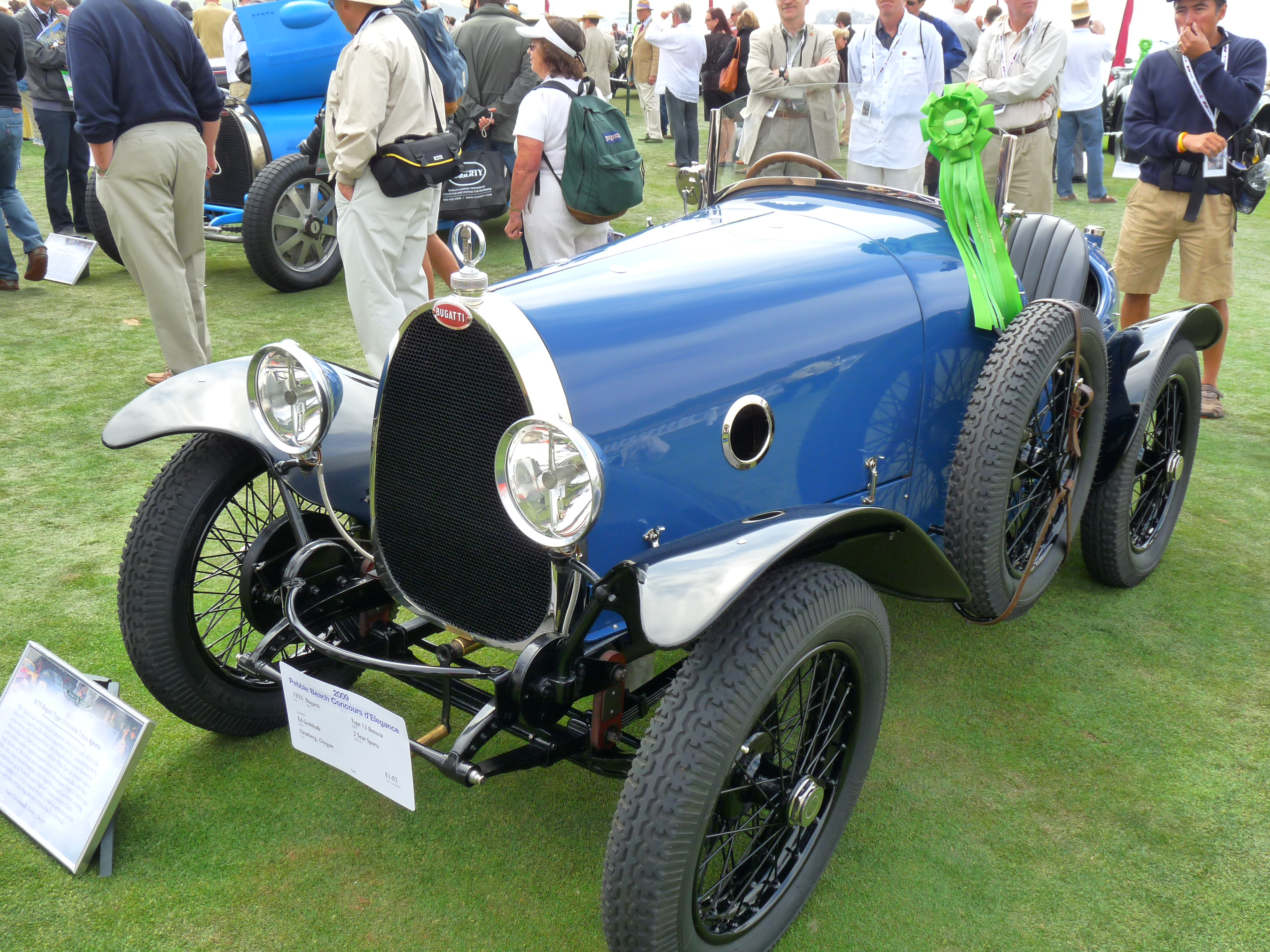
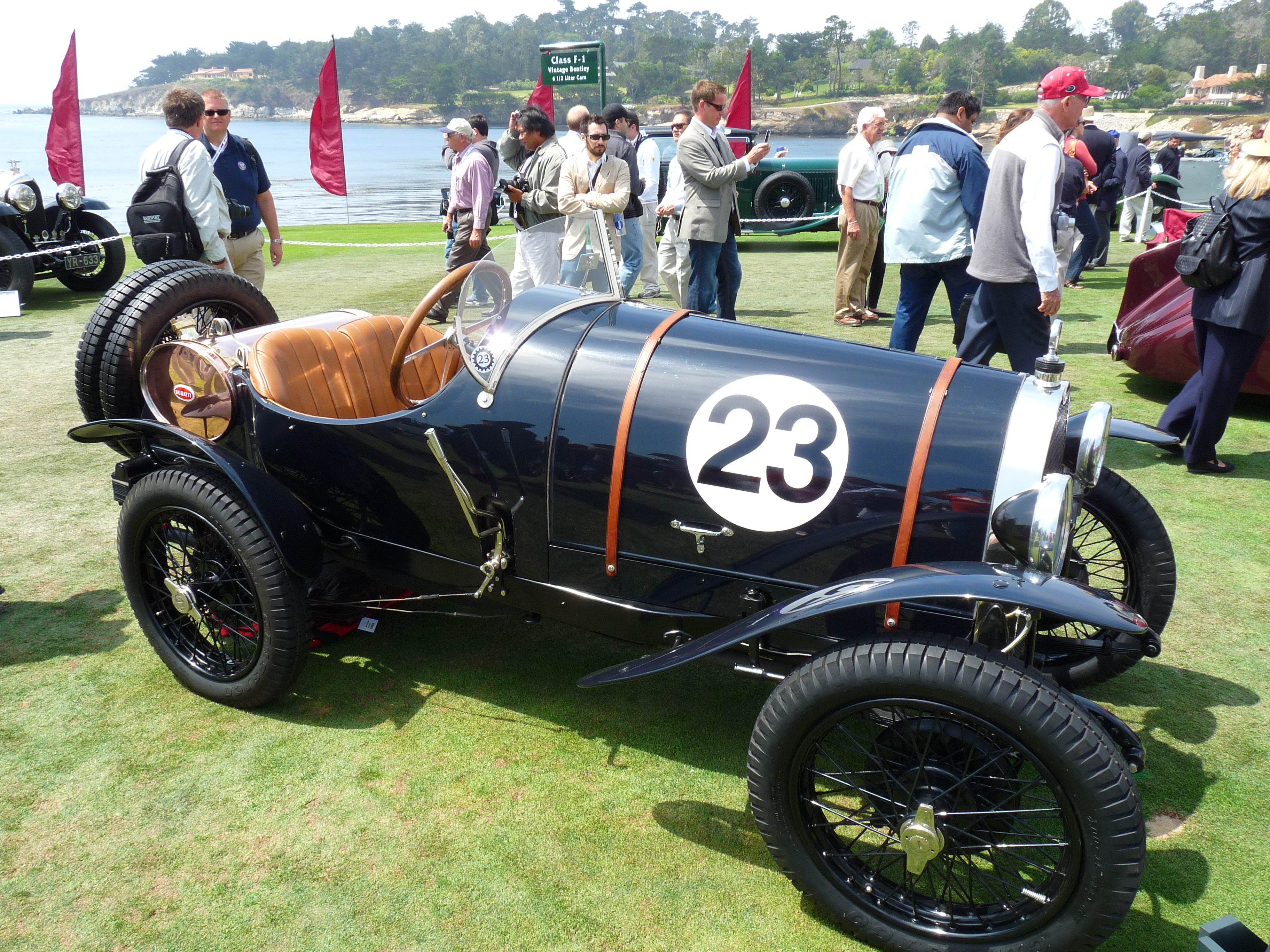

Il remporte un vif succès au salon de l'automobile de Paris 1910 en présentant ses premiers modèles Bugatti Type 13 de compétition (et variantes routières Bugatti Type 15 et Bugatti Type 17) grâce à des caractéristiques techniques avancées pour l'époque de haute qualité de finition, de fiabilité, de perfectionnisme, de niveau d'esthétique, de design, et de luxe. 

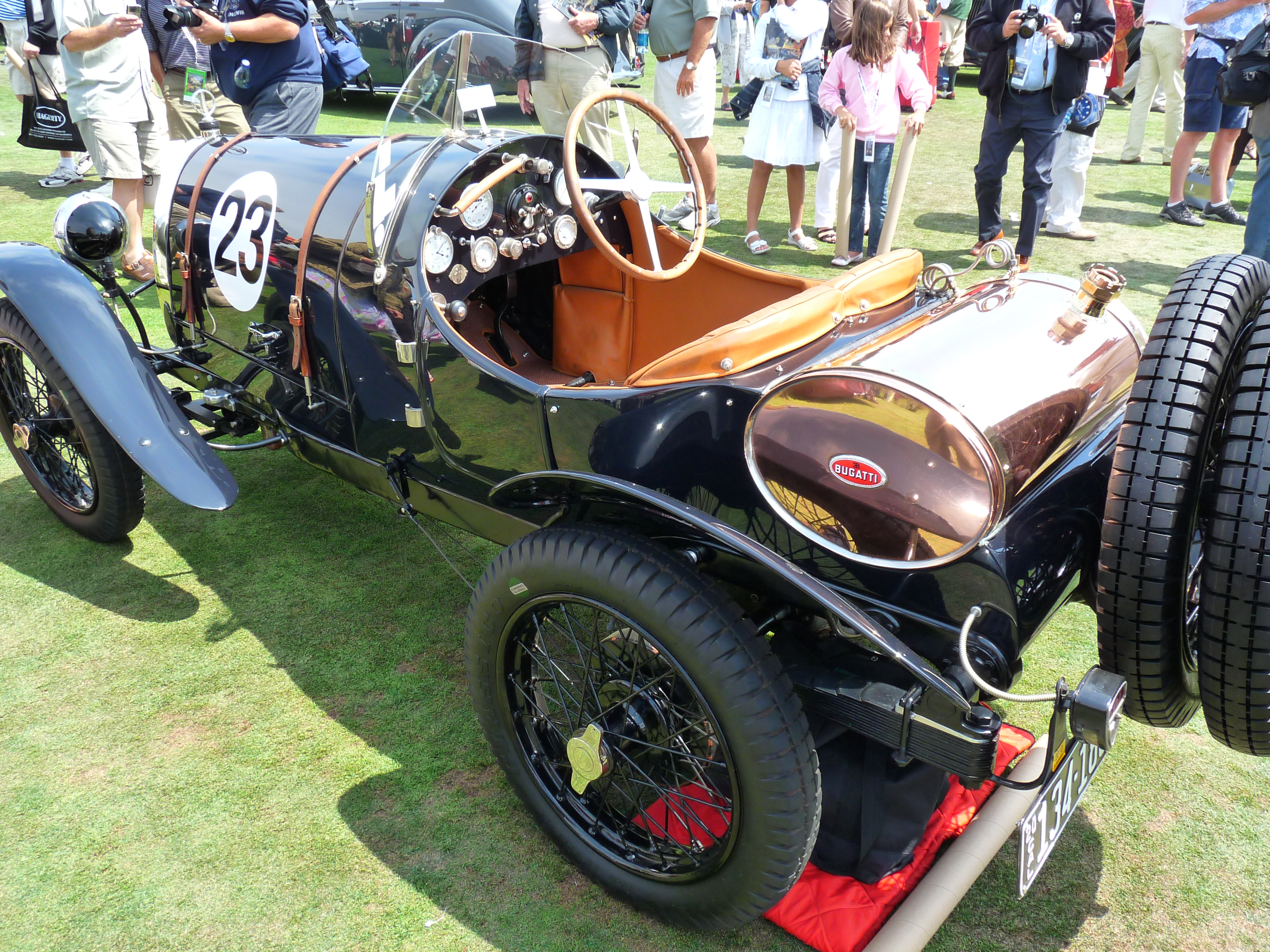
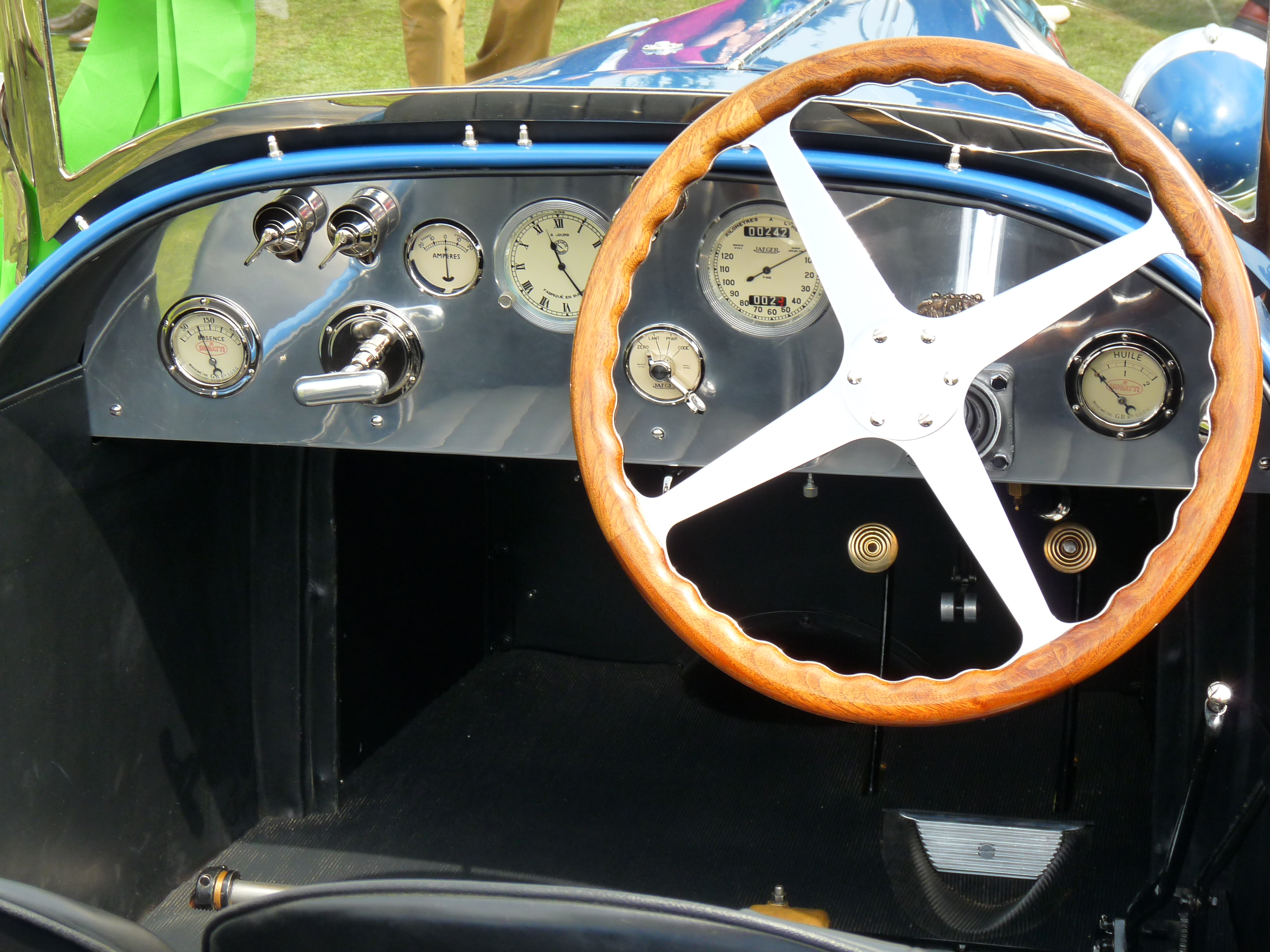
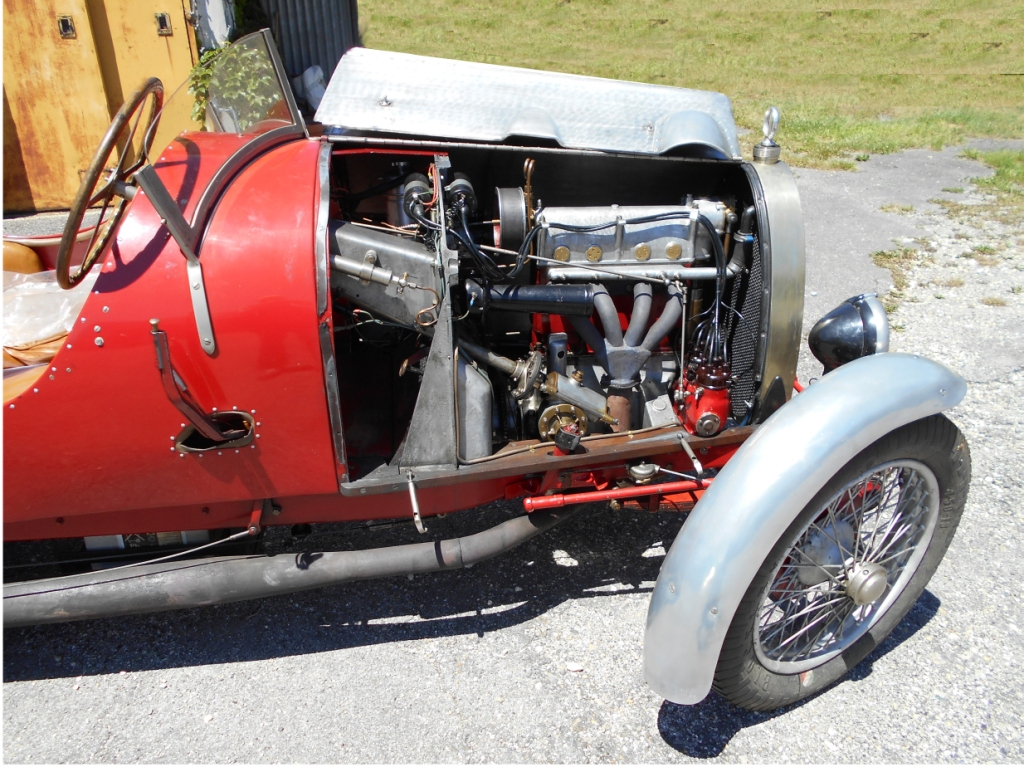

Ses calandres de radiateurs évoluent rapidement vers la célèbre forme de fer à cheval emblématique de la marque, inspirée de la passion d'Ettore Bugatti pour le sport hippique. Les roues en bois évoluent vers les premières roues à rayon, et son moteur Bugatti à arbre à cames en tête évolue également rapidement vers des versions 1,5 L 16 soupapes (4 soupapes par cylindre) à double carburateurs Zenith. Ce premier modèle de série emblématique de la marque est décliné avec succès avec le temps en versions Bugatti Type 15, 16, 17, 18, 19, 22, 23, 27, 40...

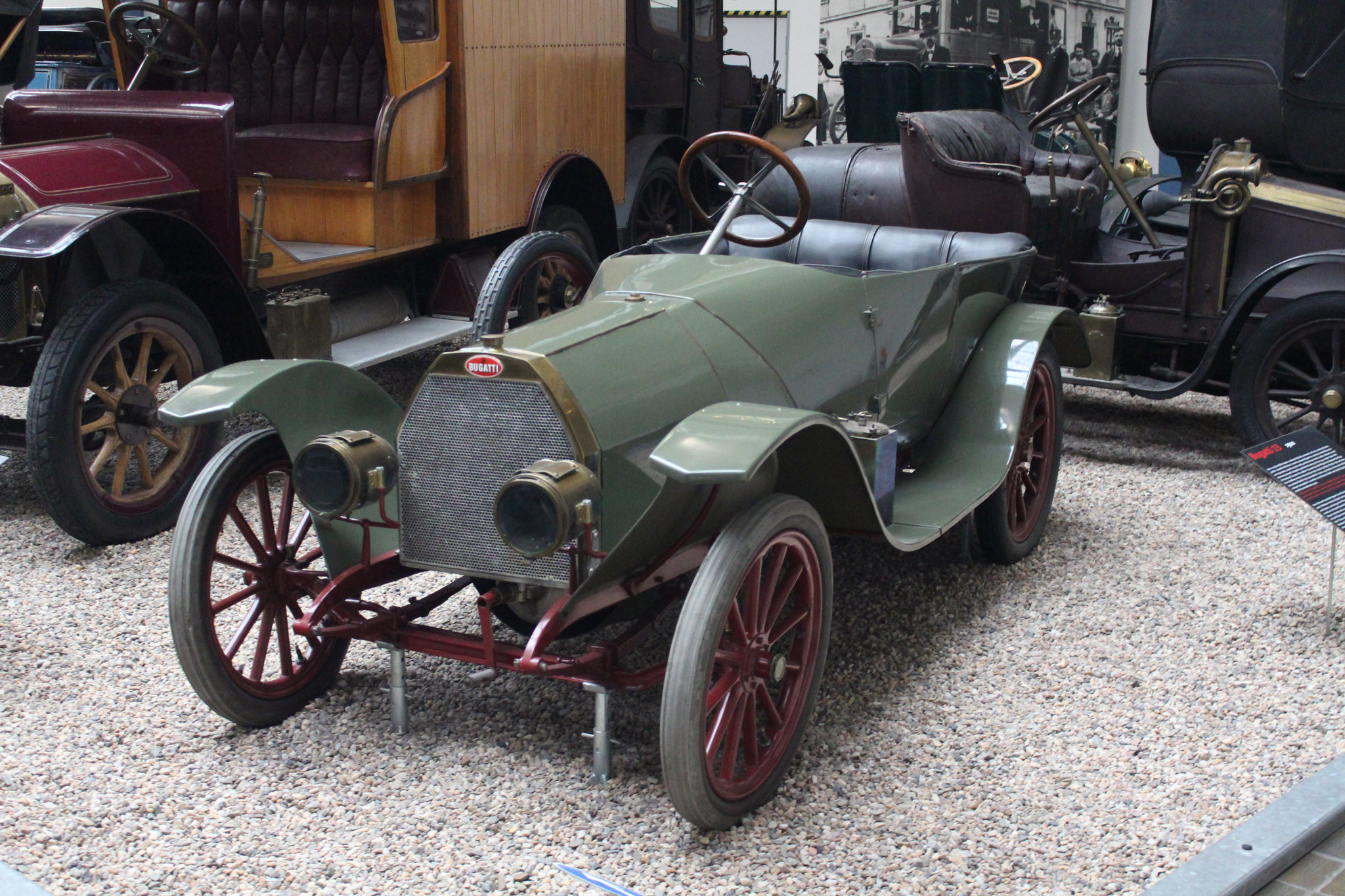
Ancien radiateur, roues en bois.
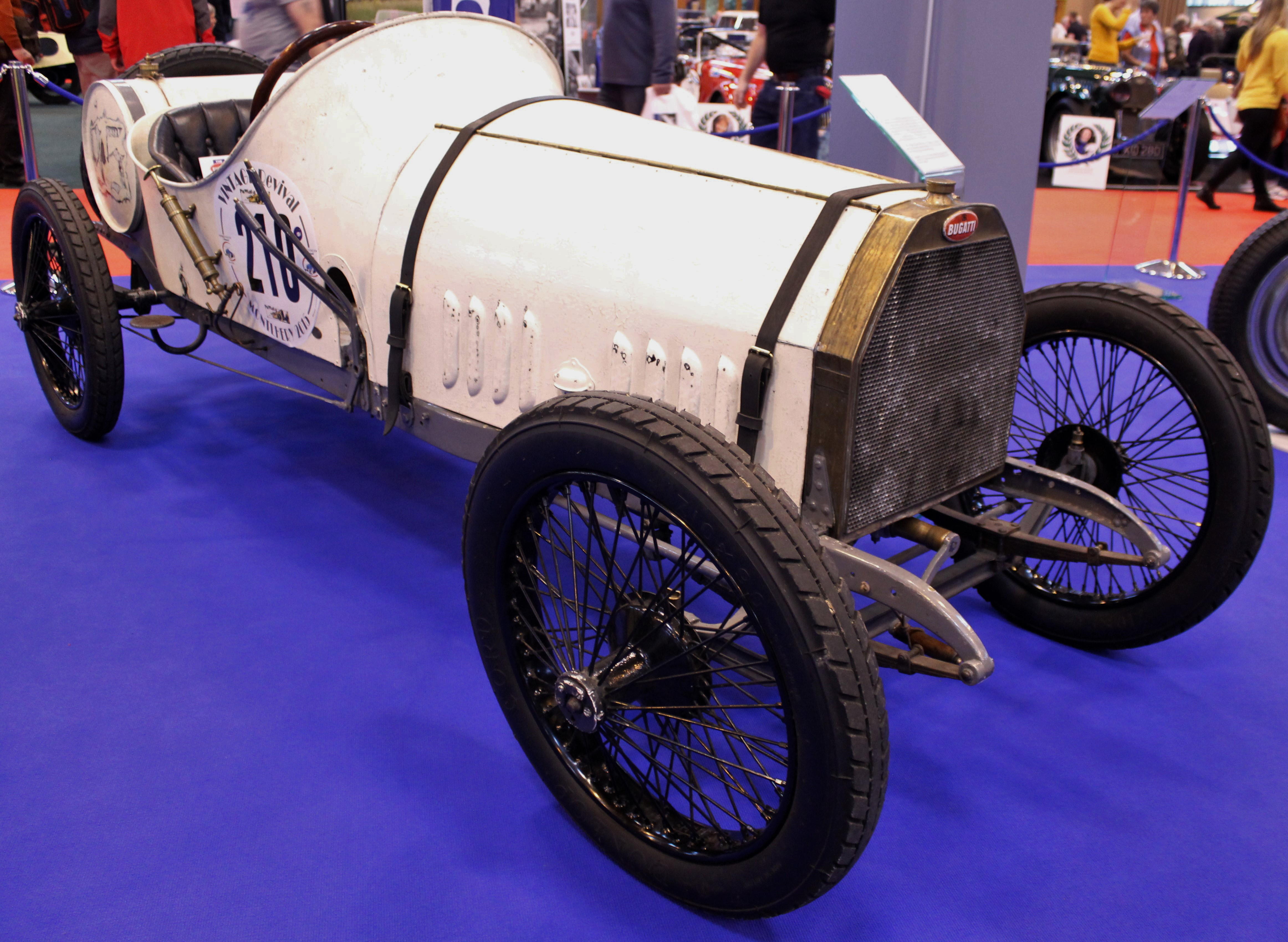
Ancien radiateur, roues à rayons.
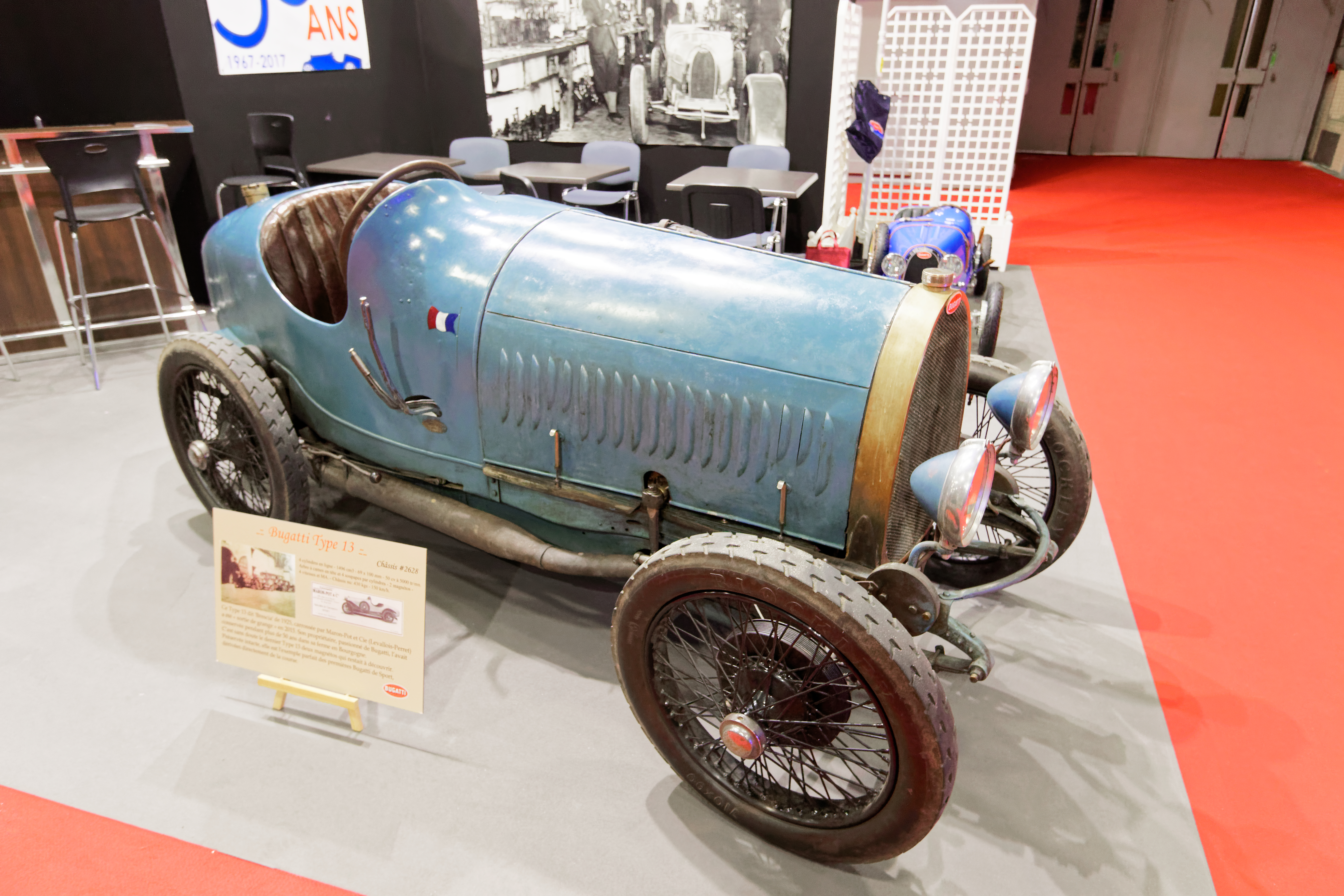
Modèle 1925, radiateur en fer à cheval.

Une version Bugatti Type 14 de 1912 à moteur 8 cylindres en ligne ACT (assemblage de 2 moteurs 4 cylindres de Type 13) est à l'origine en particulier des Bugatti Type 28, Bugatti Type 30 et Bugatti Type 35 emblématiques des années 1920.

## Compétition
Cette première Bugatti Type 13 de série à moteur 1,3 à 1,5 L pour 95 à 150 km/h de vitesse de pointe, rivalise avec les voitures de course les plus puissantes de son époque (2e du Grand Prix automobile de France 1911) et remporte de façon dominante de nombreuses victoires de courses (dans sa catégorie coupe des Voiturettes) grâce à son exceptionnel rapport poids/puissance/tenue de route/fiabilité,.  

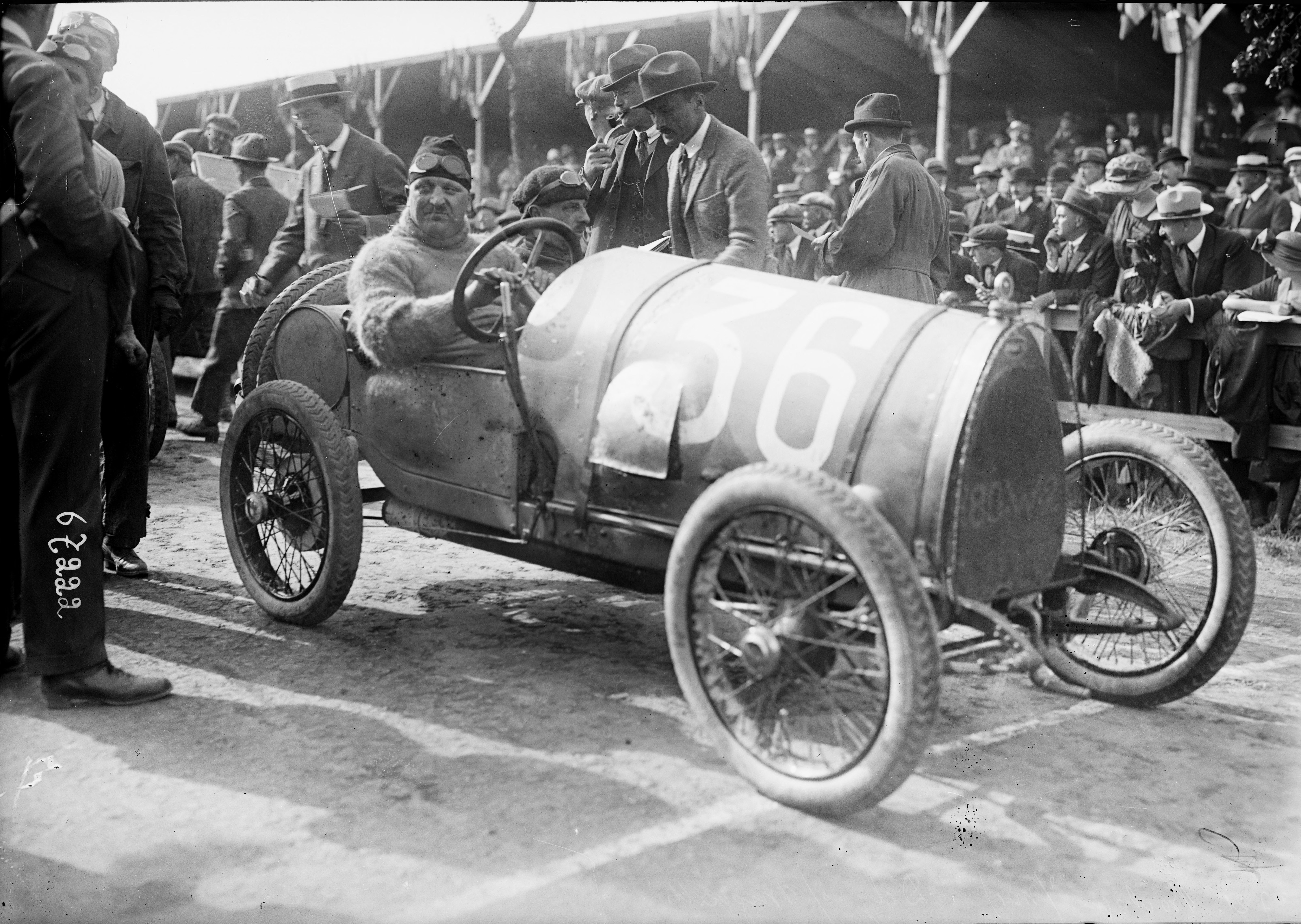
René Dely au Grand Prix de Boulogne 1921.

Sa production est arrêtée en 1914 avec la Première Guerre mondiale (durant laquelle Ettore Bugatti conçoit son moteur d'avion King-Bugatti U-16). Elle reprend en 1920, avec la victoire de la coupe des Voiturettes 1920 du Mans du pilote Ernest Friderich. Elle est surnommée « Brescia » (avec toutes les versions 4 cylindres 16 soupapes suivantes de la marque) après sa victoire internationale retentissante aux quatre premières places (dans sa catégorie) du premier Grand Prix automobile d'Italie 1921 de Brescia,.

## Palmarès partiel
Victoire dominante de nombreuses courses dans sa catégorie de l’époque, dont : 
- 1911 : 2e du Grand Prix automobile de France 1911
- 1920 : Victoire de la coupe des Voiturettes du Mans, avec Ernest Friderich
- 1921 : 4 premières places du Grand Prix automobile d'Italie 1921 de Brescia (dans sa catégorie).